# Jerzy Sołtan

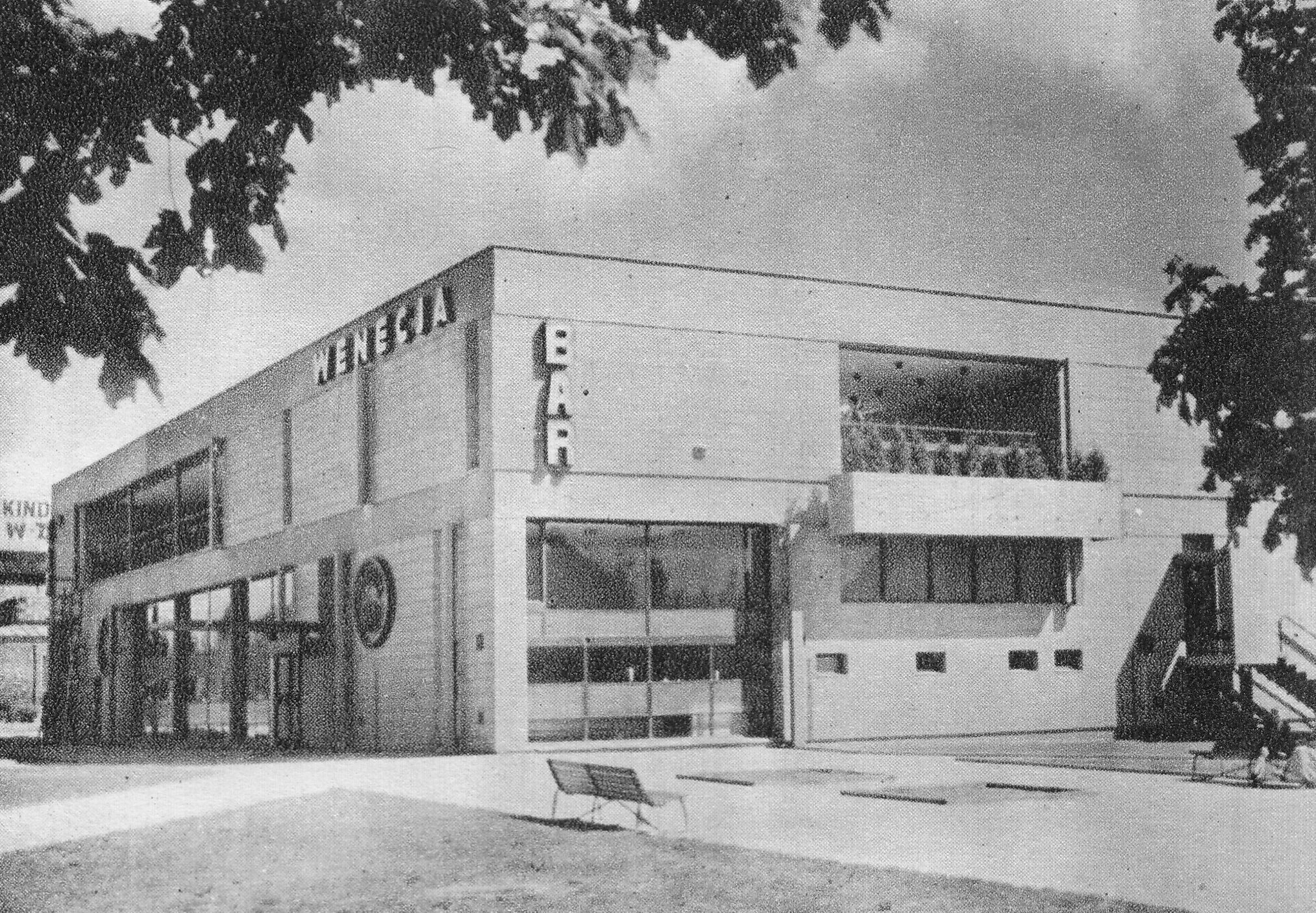
Bar Wenecja w Warszawie przy al. Solidarności 128, Jerzy Sołtan i Zbigniew Ihnatowicz, 1961. Budynek modernistyczny w tzw. stylu brukselskim zbudowany po powrocie architekta Jerzego Sołtana z kilku lat owocnej współpracy z Le Corbusierem w Paryżu (1945–1949). Budynek uległ dewastacji po 1989 kiedy wymieniono klinkier fasadowy na inny kolor i rozmiar oraz zabudowano tarasy i zlikwidowano oryginalne schody zewnętrzne będące integralną częścią estetyki formy.

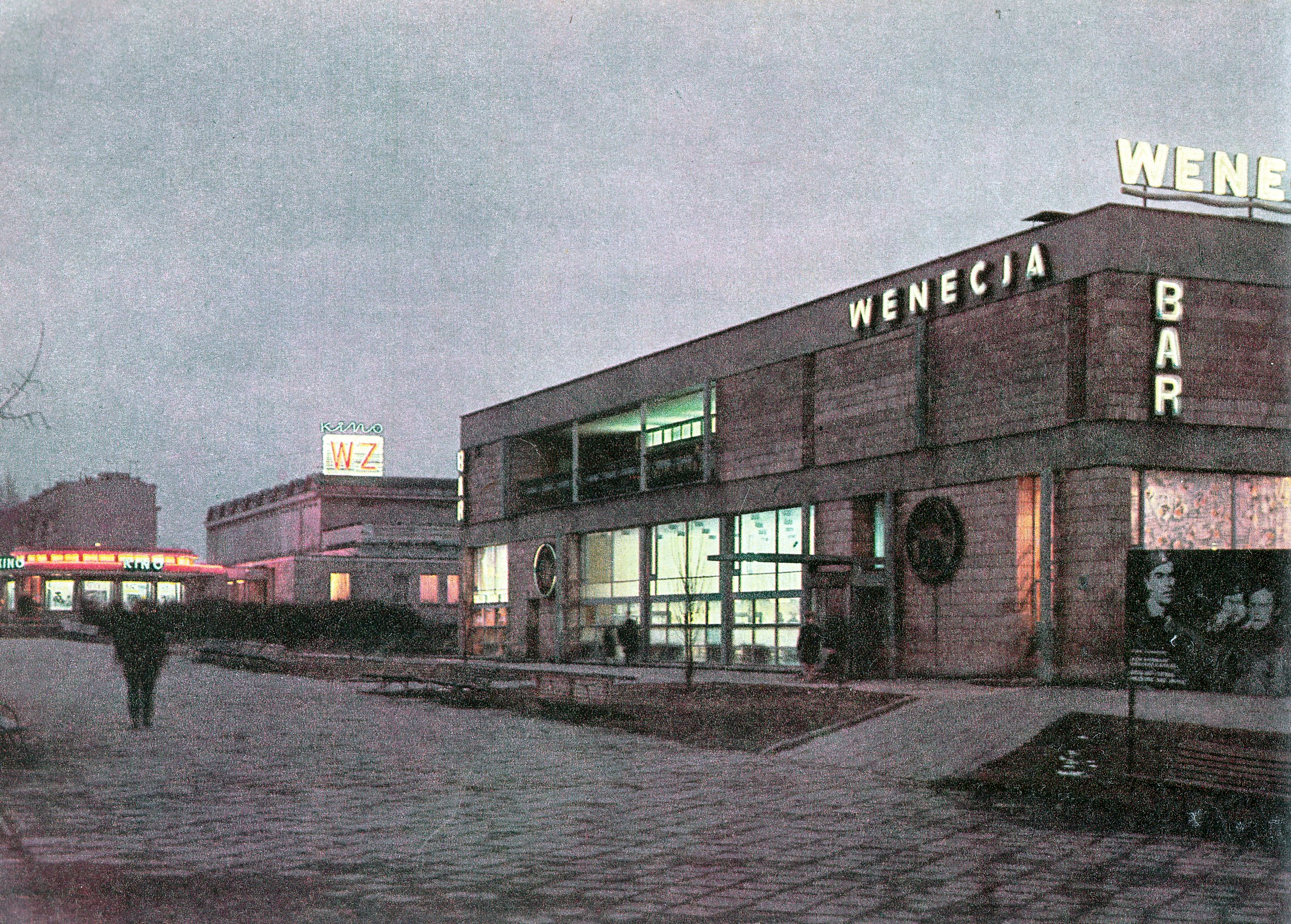
Na dachu baru Wenecja w Warszawie był taras rekreacyjny z fontanną, mozaiką i roślinnością wzorem idei Le Corbusiera.

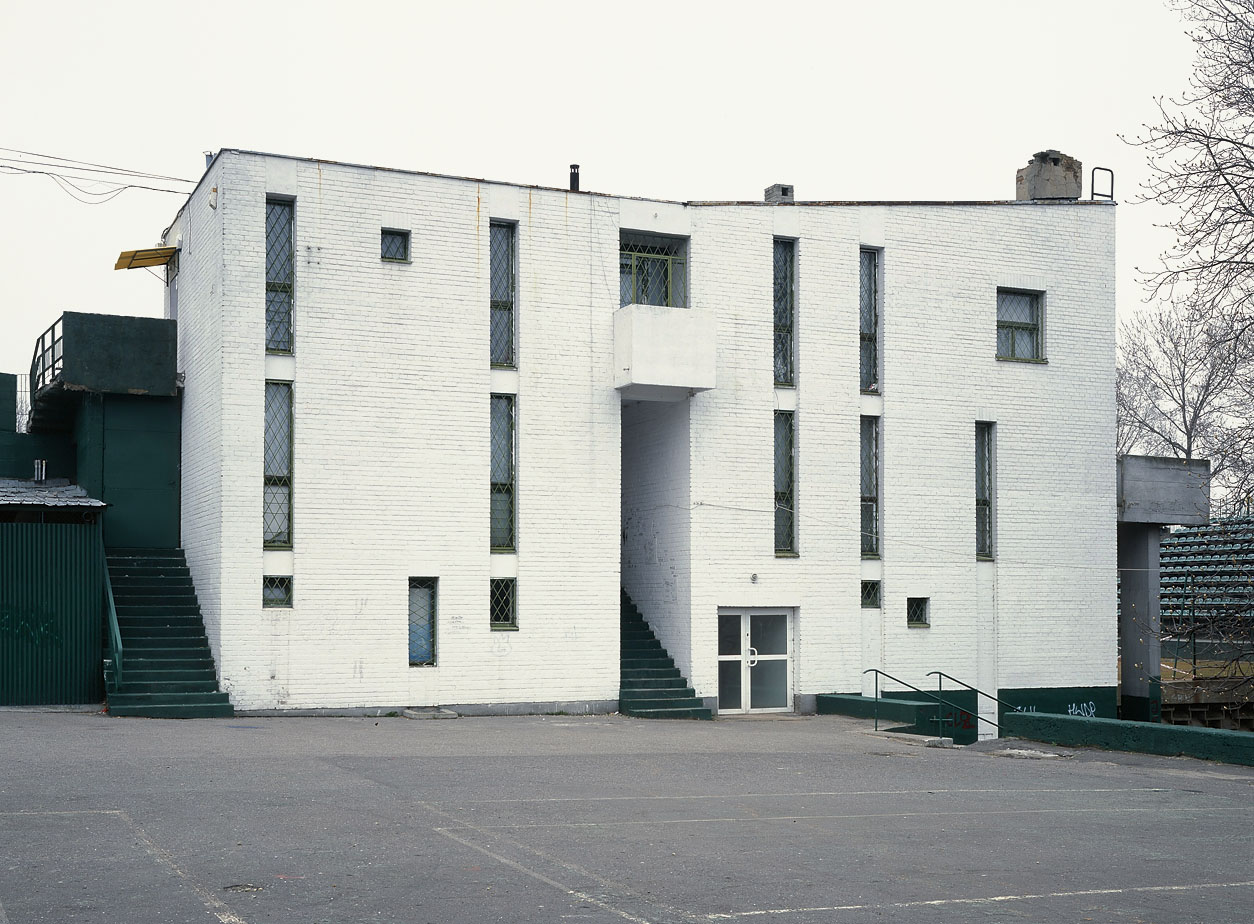
Pawilon tenisowy w zespole sportowym „Warszawianki” na Mokotowie (1954–1962). Modernistyczne budynki i inne detale z żelazobetonu takie jak wysoka rzeźba z okrągłymi otworami będąca masztem oświetleniowym, wieża obserwacyjna, bramy wjazdowe będące mostami, ażurowe mury przypominają konkretne dzieła architektury zrealizowane przez Le Corbusiera we Francji.

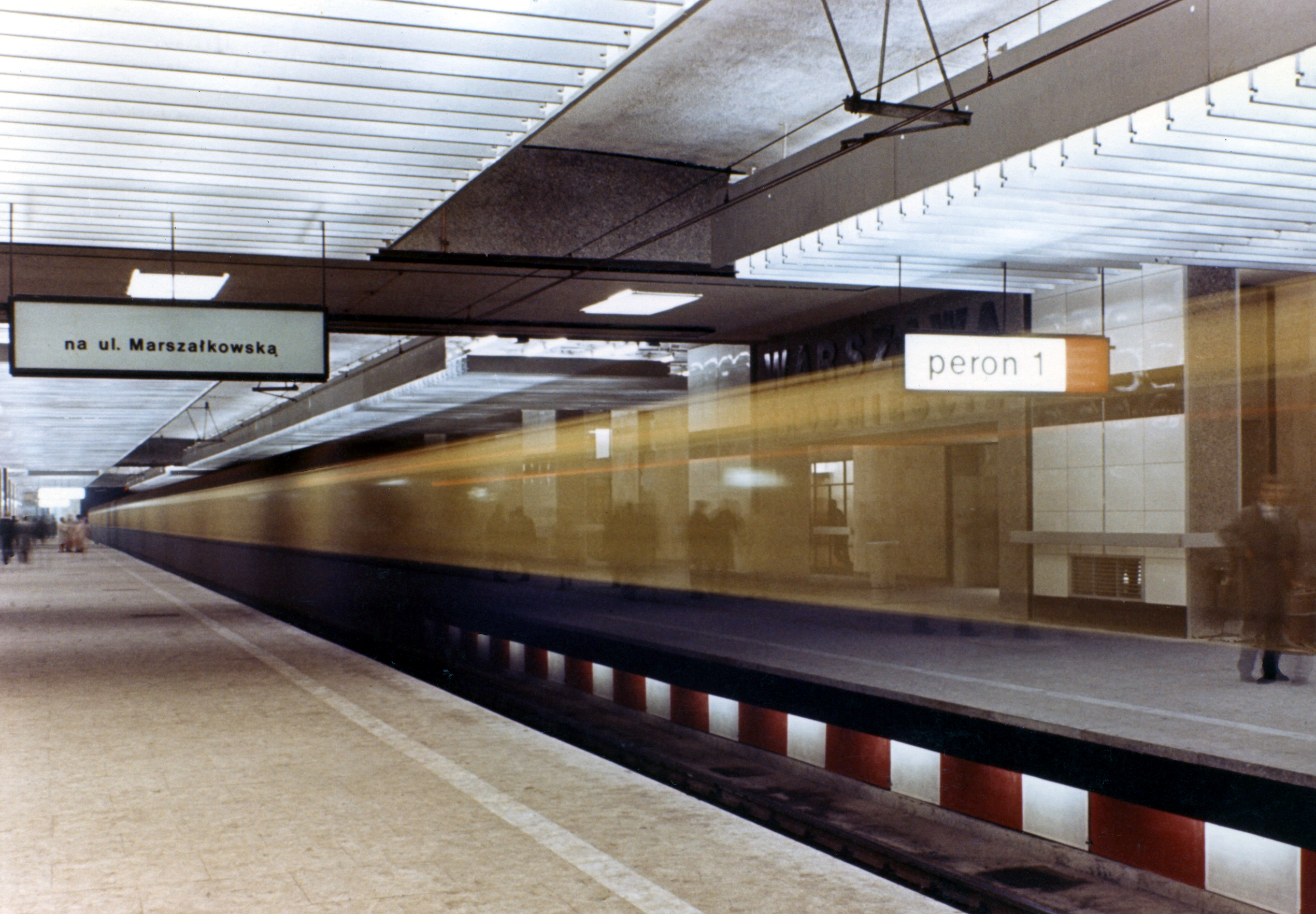
Dworzec kolejowy Warszawa Śródmieście (1963)

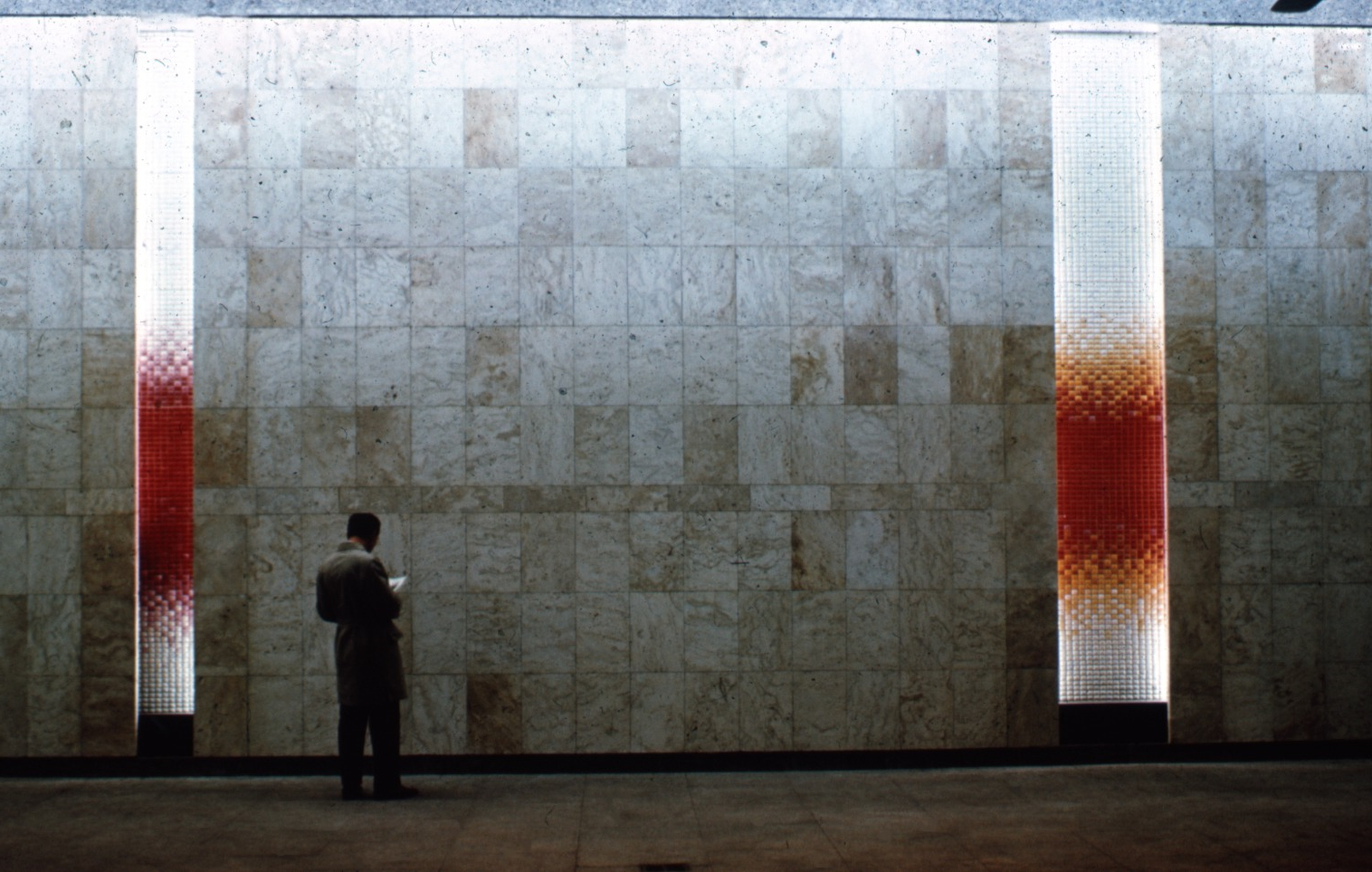
Dworzec kolejowy Warszawa Śródmieście (1963)

Jerzy Władysław Franciszek Maria Sołtan h. Sołtan (ur. 6 marca 1913 w Prezmie, zm. 16 września 2005 w Bostonie) – polski architekt, teoretyk architektury, urbanista, projektant wnętrz i form przemysłowych, malarz, graﬁk, ﬁlozof i pedagog, profesor Harvard University, w latach 1967–1974 dziekan tamtejszego Wydziału Architektury, współpracownik Le Corbusiera, kawaler Orderu Virtuti Militari.

## Życiorys
Syn Władysława. W latach 1931–1935 studiował na Politechnice Warszawskiej. Od 20 września 1935 do 15 lipca 1936 był uczniem Szkoły Podchorążych Rezerwy Kawalerii w Grudziądzu, a następnie odbył praktykę w 1 pułku szwoleżerów Józefa Piłsudskiego w Warszawie. Na stopień podporucznika został mianowany ze starszeństwem z 1 stycznia 1938 i 5. lokatą w korpusie oficerów rezerwy kawalerii. Autor projektu gmachu Ubezpieczalni Społecznej, zbudowanego w 1938 w Wilnie.
W czasie kampanii wrześniowej 1939 walczył na stanowisku dowódcy plutonu łączności 3 pułku strzelców konnych. Dostał się do niemieckiej niewoli. Przebywał w Oflagu VII A Murnau. W niewoli przetłumaczył książkę Quand les cathédrales étaient blanches (pol. Kiedy katedry były białe) Le Corbusiera i prowadził z nim korespondencję, co zaowocowało wyjazdem po wojnie do pracy we Francji. Tutaj brał udział w prawie wszystkich ważnych, powojennych pracach projektowych francuskiego architekta.
Po 4 latach wrócił do Polski. W 1954 rozpoczął pracę pedagogiczną na Akademii Sztuk Pięknych w Warszawie w Zakładach Artystyczno-Badawczych, których był twórcą i do 1967 główną postacią. Pomimo przeciwności natury politycznej udało mu się zebrać zespół architektów, z którym zaprojektował takie obiekty jak kompleks sportowy Warszawianka, wnętrza dworca Warszawa Śródmieście, bar Wenecja w Warszawie, dom towarowy w Olsztynie czy pawilon polski na Wystawie Światowej w Brukseli (1958).
W 1959 na zaproszenie Josepa Serta wyjechał z wykładami do Harvardu, gdzie w 1961 przebywał jako profesor wizytujący, a od 1965 jako profesor zwyczajny. W latach 1967–1974 został dziekanem tamtejszego Wydziału Architektury, a w 1975 dyrektorem Programu Przestrzennego Kształtowania Miast. W 1972 wraz z Wojciechem Fangorem zaprojektował dwie szkoły podstawowe w Brockton i Lynn. W roku 1979 przeszedł na emeryturę.
Oprócz działalności na uczelni był członkiem licznych towarzystw naukowych na świecie (znał 7 języków). Poza architekturą zajmował się także rzeźbą, grafiką i sztuką użytkową.
W 2001 Politechnika Warszawska mu tytuł doktora honoris causa. Ze względu na stan zdrowia laureat nie mógł przylecieć do Polski, w związku z tym do Harvardu udała się delegacja Politechniki Warszawskiej i tam też laureat odebrał dyplom.
Członek rady Stowarzyszenia Architektów Polskich.
Był żonaty z architekt Hanną Sołtan z d. Borucińska (1911–1987).

## Ordery i odznaczenia
- Order Sztandaru Pracy I klasy (1964)[15]
- Krzyż Srebrny Orderu Wojskowego Virtuti Militari[17]
- Złoty Krzyż Zasługi (15 lipca 1954)[6]
- Medal 10-lecia Polski Ludowej (19 stycznia 1955)[18]

## Upamiętnienie
W ramach obchodów stulecia odzyskania niepodległości oraz odbudowy polskiej państwowości Politechnika Warszawska w 2020 uhonorowała Jerzego Sołtana „Ławką z historią”, która znajduje się przy fontannie w kampusie centralnym uczelni.

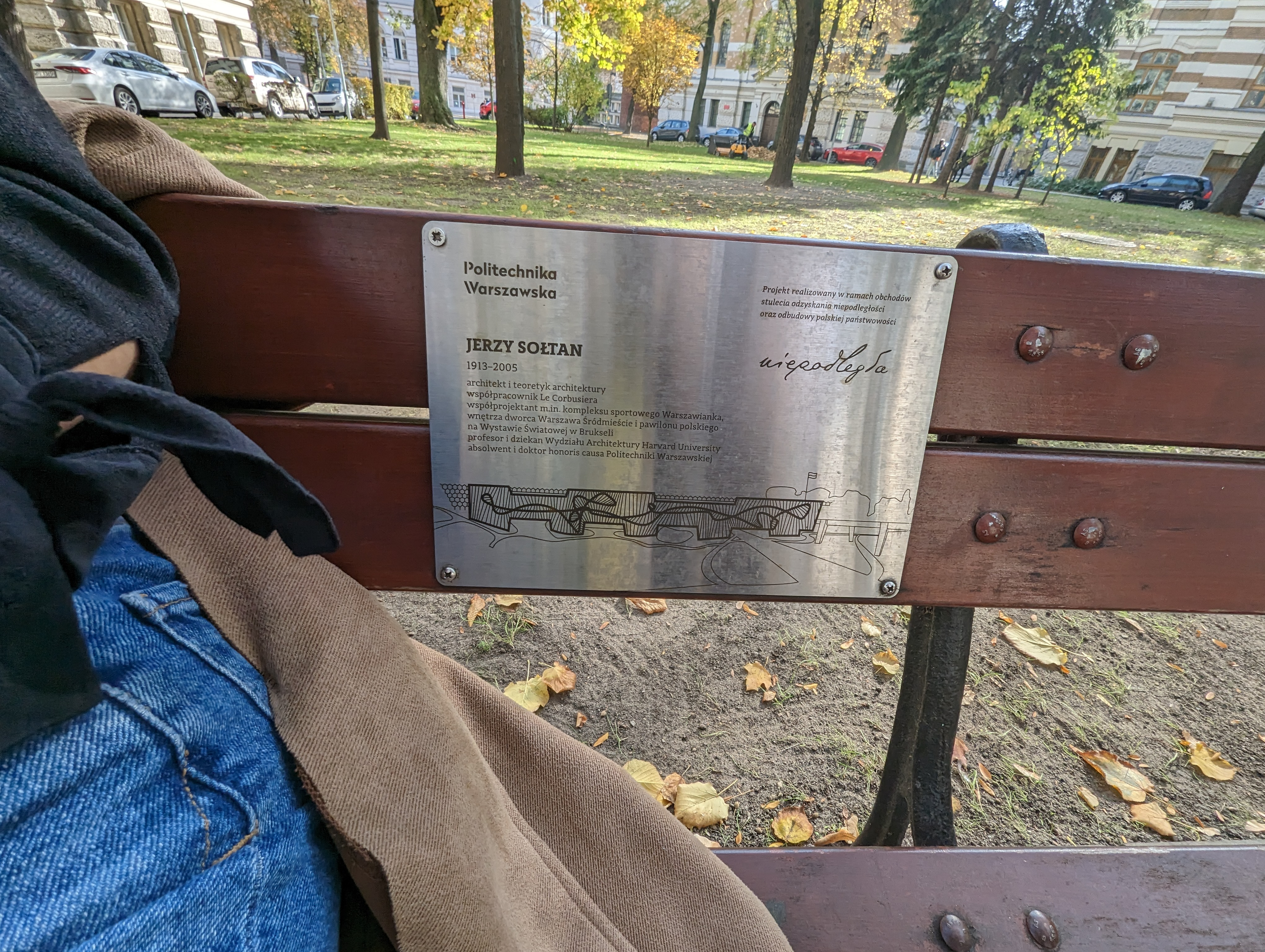
„Ławka z historią” przy fontannie na kampusie centralnym Politechniki Warszawskiej

## Wybrane publikacje
Jerzy Sołtan: On i ja. O architekturze i Le Corbusierze. Grzegorz Piątek (tłum.). Warszawa: Fundacja Centrum Architektury, 2020, s. 200. ISBN 978-83-957282-1-1.